# Portogallo ai Giochi della XXXI Olimpiade
Il Portogallo ha partecipato ai Giochi della XXXI Olimpiade, che si sono svolti a Rio de Janeiro, Brasile, dal 5 al 21 agosto 2016.

## Medaglie

### Medagliere per disciplina
| Sport  | Oro | Argento | Bronzo | Totale |
| ------ | --- | ------- | ------ | ------ |
| Judo   | 0   | 0       | 1      | 1      |
| Totale | 0   | 0       | 1      | 1      |

### Medaglie di bronzo
| Medaglia | Nome           | Sport | Evento          |
| -------- | -------------- | ----- | --------------- |
| Bronzo   | Telma Monteiro | Judo  | 57 kg femminile |

## Atletica
Il Portogallo ha qualificato a Rio i seguenti atleti:
- Lancio del peso maschile - 1 atleta (Tsanko Arnaudov)
- Salto triplo femminile - 1 atleta (Susana Costa)

## Nuoto
| Atleta              | Evento      | Batterie | Batterie   | Semifinali | Semifinali | Finale          | Finale          |
| Atleta              | Evento      | Tempo    | Classifica | Tempo      | Classifica | Tempo           | Classifica      |
| ------------------- | ----------- | -------- | ---------- | ---------- | ---------- | --------------- | --------------- |
| Victoria Kaminskaya | 400 m misti | 4:46,03  | 28ª        | N.D.       | N.D.       | non qualificata | non qualificata |

| Atleta        | Evento      | Batterie   | Batterie   | Semifinali | Semifinali | Finale          | Finale          |
| Atleta        | Evento      | Tempo      | Classifica | Tempo      | Classifica | Tempo           | Classifica      |
| ------------- | ----------- | ---------- | ---------- | ---------- | ---------- | --------------- | --------------- |
| Alexis Santos | 400 m misti | 4:15"84 RN | 14ª        | N.D.       | N.D.       | non qualificato | non qualificato |